# Залавье (Брестская область)
Залавье (бел. Залаўе) — деревня в Дрогичинском районе Брестской области Белоруссии. Входит в состав Попинского сельсовета.

## География
Деревня находится в южной части Брестской области, при автодороге Н-640, на расстоянии приблизительно 8 километров (по прямой) к югу от города Дрогичина, административного центра района. Абсолютная высота — 146 метров над уровнем моря. Площадь населённого пункта — 0,0332 км².

## Население
По данным переписи 2019 года, постоянное население в деревне отсутствовало.
| Год  | Население, человек |
| ---- | ------------------ |
| 1960 | 113.               |
| 1970 | ↘ 54               |
| 1995 | ↘ 3                |
| 2009 | ↘ 0                |
| 2019 | 0                  |